# Aichdorf (Gemeinde Fohnsdorf)
Aichdorf ist eine Ortschaft in der Gemeinde Fohnsdorf und ist als solche Teil der Katastralgemeinde Aichdorf. Sie liegt im politischen Bezirk Murtal sowie im Gerichtsbezirk Judenburg in der Obersteiermark und befindet sich im Aichfeld.

## Geographie

### Geographische Lage
Aichdorf liegt im Aichfeld, einem Becken im obersteirischen Murtal im Westen der Gemeinde Fohnsdorf.

### Nachbarorte
|            | Fohnsdorf                                   |            |
| Hetzendorf | Kompassrose, die auf Nachbargemeinden zeigt | Neuzeltweg |
|            | Maria Buch-Feistritz                        | Farrach    |

### Berge und Gewässer
Der Pölsbach – das größte Fließgewässer der Gemeinde Fohnsdorf fließt durch Aichdorf, bevor er in Zeltweg in die Mur mündet.

## Wirtschaft und Infrastruktur

### Verkehr
Die Linien 1 (Knittelfeld–Judenburg) und 3 (Fohnsdorf–Knittelfeld) des Regionalbusses Aichfeld führen durch Aichdorf. Es gibt drei Haltestellen.